# Gonocalyx megabracteolatus
Gonocalyx megabracteolatus är en ljungväxtart som först beskrevs av Robert Lynch Wilbur och Luteyn, och fick sitt nu gällande namn av Luteyn. Gonocalyx megabracteolatus ingår i släktet Gonocalyx och familjen ljungväxter. Inga underarter finns listade i Catalogue of Life.